# Limnophila tigriventris
Limnophila tigriventris är en tvåvingeart som beskrevs av Alexander 1928. Limnophila tigriventris ingår i släktet Limnophila och familjen småharkrankar. Inga underarter finns listade i Catalogue of Life.